# Eleição municipal de Ariquemes em 2016
A eleição municipal de Ariquemes em 2016 foi realizada para eleger um prefeito, um vice-prefeito e 13 vereadores no município de Ariquemes, no estado brasileiro de Rondônia. Foram eleitos Thiago Leite Flores Pereira (MDB) e Lucas Follador para os cargos de prefeito(a) e vice-prefeito(a), respectivamente.
Seguindo a Constituição, os candidatos são eleitos para um mandato de quatro anos a se iniciar em 1º de janeiro de 2017. A decisão para os cargos da administração municipal, segundo o Tribunal Superior Eleitoral, contou com 63 466 eleitores aptos e 13 262 abstenções, de forma que 20.9% do eleitorado não compareceu às urnas naquele turno.

## Antecedentes
Na eleição municipal de 2016, Thiago Leite Flores Pereira, do MDB, derrotou o candidato Lorival Ribeiro de Amorim, do PDT. Thiago Flores foi eleito com 58,1% dos votos no 1º turno. Antes de ser eleito prefeito, Thiago Flores havia concorrido a cargo de deputado federal nas eleições de 2014, mas não se elegeu.    

## Campanha
Thiago se elegeu ao cargo após trabalhar como delegado e professor do município de Ariquemes. O seu partido, MDB, fazia parte da coligação "Jeito novo de fazer política", e prometia um governo transparente com a população. O novo prefeito anunciou que pretendia unificar a cidade, que ficou dividida após as eleições de 2016, valorizando, principalmente, o trabalho dos servidores públicos. Para que o público aderisse a suas ideias, Thiago Flores organizou reuniões a céu aberto, que, ao longo de sua campanha, foi ganhando cada vez mais adeptos. Paralelamente à campanha, o prefeito eleito já havia realizado na cidade atividades voluntárias de doação de sangue e medula óssea, assim como trabalhos de prevenção às drogas com crianças e adolescentes da rede pública de ensino.  

## Resultados

### Eleição municipal de Ariquemes em 2016 para Prefeito
A eleição para prefeito contou com 2 candidatos em 2016: Lorival Ribeiro de Amorim do Partido Democrático Trabalhista, Thiago Leite Flores Pereira do Movimento Democrático Brasileiro (1980) que obtiveram, respectivamente, 19 333, 26 808 votos. O Tribunal Superior Eleitoral também contabilizou 20.9% de abstenções nesse turno. 
| Candidato(a)                      | Vice                        | Coligação                    | Votos recebidos | Percentual |
| --------------------------------- | --------------------------- | ---------------------------- | --------------- | ---------- |
| Thiago Leite Flores Pereira (MDB) | Lucas Follador              | Jeito Novo de Fazer Politica | 26808           | 58.1%      |
| Lorival Ribeiro de Amorim (PDT)   | Shirley de Oliveira Miranda | Compromisso Continua         | 19333           | 41.9%      |

### Eleição municipal de Ariquemes em 2016 para Vereador
Na decisão para o cargo de vereador na eleição municipal de 2016, foram eleitos 13 vereadores com um total de 46 190 votos válidos. O Tribunal Superior Eleitoral contabilizou 1 343 votos em branco e 2 671 votos nulos. De um total de 63 466 eleitores aptos, 13 262 (20.9%) não compareceram às urnas .
| Nome                             | Partido político                               | Coligação                       | Votos recebidos | Percentual |
| -------------------------------- | ---------------------------------------------- | ------------------------------- | --------------- | ---------- |
| Nairton Barbosa de Paula         | Partido Progressista (PP)                      | Jeito Novo de Fazer Politica 1  | 3393            | 7.35%      |
| Ernandes Santos Amorim           | Partido Trabalhista Brasileiro (PTB)           | O Compromisso Continua 4        | 2354            | 5.1%       |
| Carla Gonçalves Rezende          | Partido Republicano Brasileiro (PRB)           | O Compromisso Continua III      | 1753            | 3.8%       |
| Renato Garcia                    | Partido Democrático Trabalhista (PDT)          | Compromisso Continua I          | 1598            | 3.46%      |
| Pedro Basilio de Souza Junior    | Partido Republicano Brasileiro (PRB)           | O Compromisso Continua III      | 1232            | 2.67%      |
| Loureci Vieira de Araujo         | Partido Progressista (PP)                      | Jeito Novo de Fazer Politica 1  | 1222            | 2.65%      |
| Vanilton Sebastiao Nunes da Cruz | Solidariedade (SD)                             | Compromisso Continua I          | 1009            | 2.18%      |
| Natanael Emerson Pereira de Lima | Partido Trabalhista Brasileiro (PTB)           | O Compromisso Continua 4        | 822             | 1.78%      |
| Elias Ladi Livi                  | Movimento Democrático Brasileiro (MDB)         | Jeito Novo de Fazer Politica 1  | 818             | 1.77%      |
| Amalec da Costa de Abreu         | Partido da Social Democracia Brasileira (PSDB) | O Compromisso Continua II       | 757             | 1.64%      |
| Rafael Bento Pereira             | Democratas (DEM)                               | Jeito Novo de Fazer Politica II | 729             | 1.58%      |
| Joel Martins de Oliveira         | Democratas (DEM)                               | Jeito Novo de Fazer Politica II | 698             | 1.51%      |
| Jose Augusto da Silva            | Partido Popular Socialista (PPS)               | União e Renovação               | 587             | 1.27%      |

## Análise
Em entrevista ao site G1, Thiago Flores declarou: “Não esperávamos esta vitória com tamanha diferença, hoje Ariquemes começa a escrever uma nova história com duas pessoas jovens e que possuem o melhor plano de governo para os próximos quatro anos. Iremos honrar cada um dos compromissos que fizemos durante a nossa caminhada em nossa cidade que começou desacreditada, mas neste momento temos a nítida sensação de unir todos moradores que nos últimos dias estavam divididos”.